# Dolopsyche kalmasita
Dolopsyche kalmasita är en nattsländeart som beskrevs av Schmid 1991. Dolopsyche kalmasita ingår i släktet Dolopsyche och familjen stengömmenattsländor. Inga underarter finns listade i Catalogue of Life.